# يوهان أتي ألديرت بويسكول
يوهان أتي ألديرت بويسكول (بالهولندية: Jan Buiskool)‏ هو سياسي سورينامي، ليس له أي انتماء حزبي. تولى منصب وزير أول في الفترة ما بين 4 جوان 1951 و6 سبتمبر 1952.